# Multiplikator (Werbung)
Multiplikatoren sind Personen, die aufgrund ihrer Positionen (z. B. Populärwissenschaftler, Intellektuelle, Journalisten, Lehrer, Pfarrer, Politiker) und ihrer Fähigkeiten im Zuge beruflicher Tätigkeit, Informationsübermittlung, sozialer Beziehungen, von Gesprächen und Beeinflussung zur Verbreitung (Multiplizierung) bestimmter Wertvorstellungen, Meinungen, Kenntnisse und Verhaltensmöglichkeiten beitragen. Der Multiplikator deckt sich zum Teil mit dem Meinungsführer. Als Multiplikatoren können auch Massenmedien wirken.